# Logis du Plessis de Préaux
Le Logis du Plessis, était situé en Mayenne, à Préaux, lieu-dit « Le Plessis » désormais hameau situé à 500 m au nord du bourg.

## Désignation
- G. du Plessis Fresneau, 1301  ;
- Le Plessis Fesnel, 1459[1] ;
- Le Plessis, ferme[2].

## Historique
Ce fief n'était pas aussi important que celui du Château du Pin de Préaux. On ne sait de quelle justice il possédait ; l'abbé Angot suppose qu'il relevait de la châtellenie de Meslay. Au milieu du XVe siècle il appartenait à Guilmette Le Bitoux, ou Le Biteux, ou de Biteux, dame de Saint-Ouen, de Pincesme, en Ballée et du Plessis-Fesnel ou Fesneau en Préaux. 
Comme il y avait une famille le Bitoux qui, à cette même époque, possédait la seigneurie de Saint-Ouen-le-Brisoult, on peut y rattacher la dame du Plessis d'autant plus qu'il y a un fief de Coulonge dans cette même paroisse, ce qui expliquerait son alliance, avant 1455, avec Fouquet de Coulonges.

## Seigneurs du Plessis
- Gervais du Plessis, 1301, protestataire contre Charles de Valois ;
- Hamelin du Plessis Fresnel rend un aveu à Ballée, 1383[3] ;
- Guilmette Le Biteux, dame de Saint-Ouen-le-Brisoul, qui a pour procureur, en 1455, Fouquet de Coulonges.

### Famille de Coulonges
- Fouquet de Coulonges, qui agit au nom de Guilmette Le Biteux et comme son procureur pour les affaires de Pincesme et du Plessis, spécialement le 22 juillet 1455 dans un accord avec les religieux de Bellebranche, et le 5 décembre 1455, avec Me J. Hardoys, curé de Saint-Sulpice de Ballée. Guillemette Biteux accorde elle-même une indemnité pour certains contrats aux religieux de Bellebranche. Elle était veuve en 1468, le curé de Préaux, Me Guy Chailleu, signe en cette année, le 15 avril, un contrat en son nom et à sa requête.
- Bertrand de Coulonges, écuyer, était alors sieur du Plessis-Fesneau et de Pincesme. Il est cité dans plusieurs aveux aux seigneurs des Trées, en 1459, 1486, 1489[4],[5].
- Jean de Coulonges, l'aîné vend à noble et discret Jean Guérin, prêtre quelques terres du Plessis, sur la Vaigette, et Jean de Coulonges le jeune, en fait le retrait, en 1512 ;
- Patry et Louise de Coulonges, seigneur et dame du Plessis, maintiennent contre Roberde de Pennard, dame de Préaux et de la Tranchée, devant Ambroise Tartroux, lieutenant de la judicature de Laval, que le Plessis Fresneau ne relève ni de l'une ni de l'autre de ces seigneuries, mais de Laval, 17 juin 1539 ;
- Jean de Coulonges, qualifié de noble, et sieur du Plessis, fut en 1578 parrain de Jeanne, fille de Jean de Guérin, seigneur de Cissé ; en 1588 de René de Saint-Remy, fils du sieur du Pin. Il épousa Françoise du Tremblay[6] Jean de Coulonge fut enterré à Préaux le 20 avril 1625.

### Famille de Thieslin
Quelques années plus tard la terre du Plessis était passée à une autre famille, du nom de Thieslin.
- Guillaume Thieslin, sieur de Launay et de la Forêt, garde du corps du roi, 1658. Il meurt au Plessis le 25 mai 1685[7] ;
- René Godefroy Thieslin du Plessis, bachelier (1689) était président à Sablé et y demeurait en 1700 et plus tard. Il paraît souvent à Préaux. Il avait épousé Marie-Françoise Georget de la P… d'une famille de Vaiges. François Thieslin, curé de Saint-Denis-du-Maine, était de cette famille et fit en 1754 la bénédiction d'une des deux cloches de Préaux ;
- Geoffroy Thieslin, président au grenier à sel de Sablé, époux de Marie-Madeleine Moreau, mort avant 1724 ;
- René-Armand Thieslin, sieur d'Ecorcé (Vaiges) épouse à Saint-Denis-du-Maine, Marie-Françoise Georget[8]. Le sieur du Plessis, ancien officier au régiment Dauphin, était receveur de la terre de la Roche-Talbot, pour M. de Montesson, 1743.
- Michel Bouleau, menuisier, habitait le logis du Plessis en 1776.
- Aux Letourneur de la Borde, aux Fléchard de Sablé, aux Raison, de La Bazouge-de-Chemeré, neveux et héritiers de Françoise Thieslin, veuve de Joseph-Emmanuel Chaslot, et de Jean-P. Lasnier de Mélian, 1791.

## Sources
- Abbé Angot, Monographie paroissiale : Saint-Martin de Préaux, diocèse de Laval, suivie des Mémoires du colonel Lebaillif : 1792-1822. Mamers, G. Fleury et A. Dangin, 1884  ;
- « Logis du Plessis de Préaux », dans Alphonse-Victor Angot et Ferdinand Gaugain, Dictionnaire historique, topographique et biographique de la Mayenne, Laval, A. Goupil, 1900-1910 [détail des éditions] (BNF 34106789, présentation en ligne), t. III, p. 292 ; t. IV, p. 732.